# 裕群

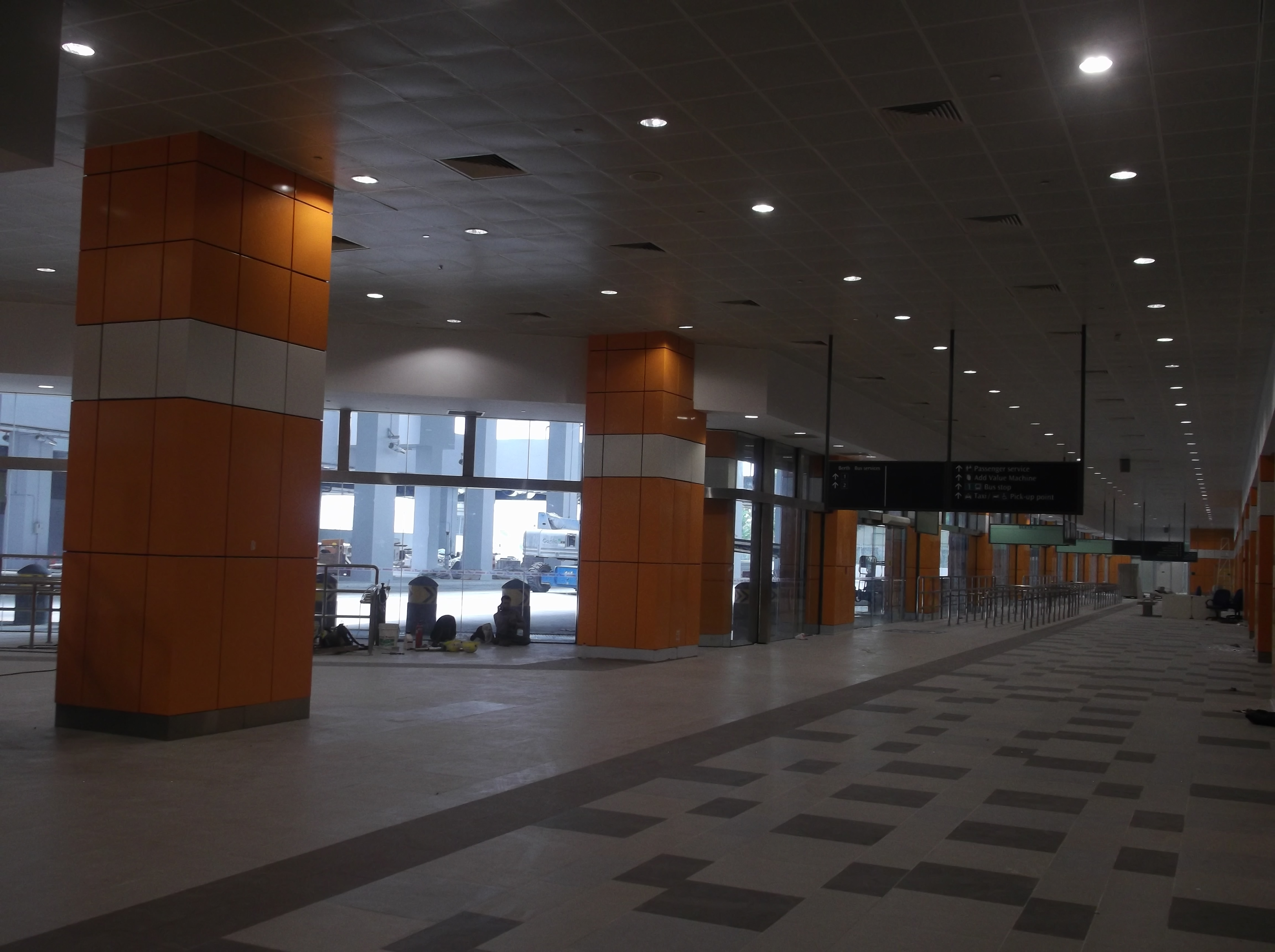
裕群公車轉運站

裕群（Joo Koon）是新加坡西區裕廊區域內的一個工業區。裕群地鐵站就是座落於裕群境內。2015年11月20日，裕群公車轉運站正式啟用。